# سوني إكسبيريا إم 4 أكوا
سوني إكسبيريا إم 4 أكوا، (بالإنجليزية: Sony Xperia M4 Aqua)‏ هو هاتف ذكي يعمل بنظام أندرويد أنتجته سوني موبايل كوميونيكيشنز في شهر يونيو من عام 2015.

## المواصفات

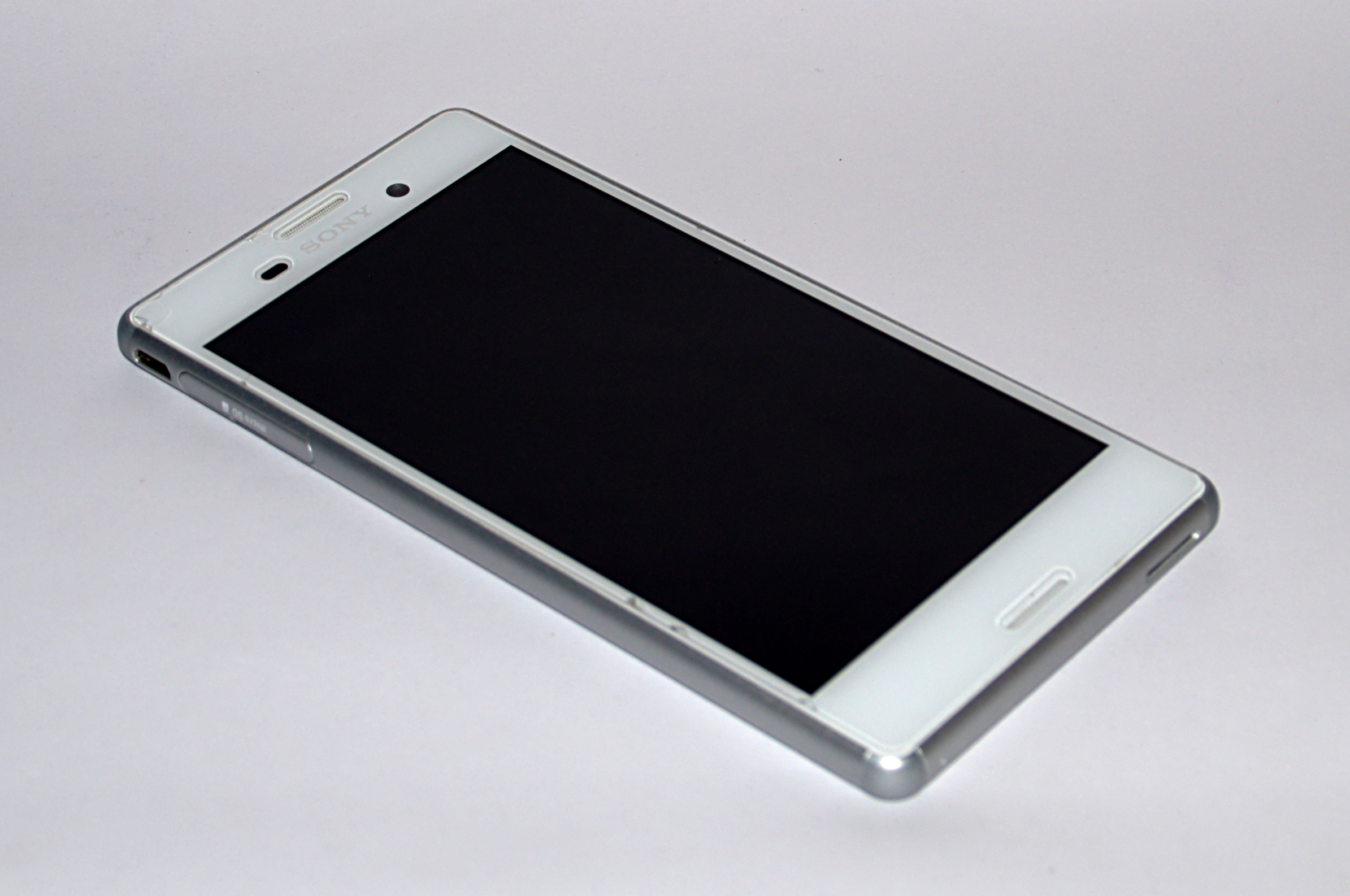
سوني إكسبيريا إم 4 أكوا

### الشاشة
شاشة الجهاز بقياس 5 بوصات بتقنية عرض IPS LCD، وبدقة عرض 720×1280 بكسل (HD) وكثافة 294 PPI (بكسل في البوصة الواحدة). تقنيات للشاشة: أجهزة لقياس الإضاءة والتسارع والبعد وتقنية IPS التي تحافظ على وضوح الصورة عند النظر إليها من زاوية عريضة.

### نظام التشغيل والمعالجة والذاكرة
نظام التشغيل في الهاتف هو أندرويد 5.0، أما من ناحية المعالجة فلدى الهاتف معالجان من نوع كوالكوم: الأول بسرعة 1.5 جيجاهرتز رباعي النوى، والثاني بسرعة 1.0 جيجاهرتز رباعي النوى، ومعالج الرسوميات هو أدرينو 405، أما ذاكرة الرام فبسعة 2 جيجابايت. الذاكرة الداخلية للجهاز بسعة 8 جيجابايت وهنالك نسخ بسعة 16 جيجابايت، ويمكنه استقبال بطاقة ذاكرة بسعة 128 جيجابايت.

### الكاميرا
الكاميرا الخلفية للجهاز بدقة 13 ميجابكسل، مع فلاش LED ودقة التصوير 1080×1920 بكسل (Full HD)، أما الكاميرا الأمامية فبدقة 5 ميجابكسل ودقة تصويرها 720×1280 بكسل (HD). تقنيات للكاميرا: التصوير البانورامي، وضبط الآيزو، وتحديد الوجه.

### الصوتيات
نظام الوسائط المتعددة في الجهاز هو Android media player، ويمكنه تشغيل ملفات بصيغ: إم بي 3، وMP4، وOGG، وWAV، ويمكن للجهاز تسجيل الأصوات.

### الإنترنت
الهاتف قادر على الاتصال بالإنترنت، ويحمل تقنية واي-فاي. ومتصفح الإنترنت هو Android Browser، ومن تقنيات التراسل: POP3، وMMS.

### الاتصال
جيل الاتصالات في الهاتف هو الجيل الرابع، ويمكنه الاتصال هاتفيا بطريقة الفيديو، أما البلوتوث فمن الإصدار 4.1 واليو إس بي من الإصدار الثاني.

### جسم الجهاز
كتلة الجهاز 136 غرام، وأبعاده هي: 7.3 مليمتر سمكا، و72.6 مليمتر عرضا، و145.5 مليمتر طولا، ويمكنه العمل تحت الماء أو الغبار حتى عمق متر ونصف ولمدة 30 دقيقة، وسطح الشاشة مقاوم للخدش.

### باقي المواصفات
بطارية الجهاز غير قابلة للنزع، بسعة 2400 ملي أمبير، يشغل راديو إف إم، ومدخل السماعة فيه بقطر 3.5 مليمتر.